# Walter Panofsky
Walter Panofsky (* 12. September 1913 in Chemnitz; † 1. März 1967 in München) war ein deutscher Musikkritiker und -schriftsteller.

## Leben
Er studierte seit 1934 Journalistik und Musikwissenschaft an der Universität München. 1938 wurde er mit einer Arbeit über die Entstehung des Films zum Dr. phil. promoviert. Ab 1946 arbeitete er beim Feuilleton der Süddeutschen Zeitung in den Bereichen Musik und Theater mit. 1948 nahm er an der Wiederbelebung des Schulwerks (Carl Orff) teil.

## Schriften (Auswahl)
- Wieland Wagner. Schünemann, Bremen 1964, DNB 453698573.
- Richard Strauss. Partitur eines Lebens. Piper, München 1965, DNB 453698549.
- Wagner. Eine Bildbiographie. Kindler, München 1963, DNB 453698565.
- Die 100 schönsten Konzerte. Goldmann, München 1977, ISBN 3-442-10672-9.